# 高山城 (越中国)
高山城（たかやまじょう）は、富山県（旧越中国）富山市婦中町高山にあった日本の城。標高199.2メートル、比高110メートルの丘陵に位置する山城で、三瀬城、三瀬山城の別名を持つ。とやま城郭カードNo.22。

## 概要
16世紀に築城されたものと考えられており、城は山田川に沿って南北に伸びる尾根に多数の曲輪と堀切が設けられているのが特徴である。

## 交通
富山駅または速星駅から、富山地方鉄道バス牛岳温泉健康センター線『三の瀬』停留所下車、徒歩20分。